# Химено Травер, Даниэль
Даниэль Химено Травер (исп. Daniel Gimeno Traver; род. 7 августа 1985 года в Валенсии, Испания) — испанский теннисист; победитель одного турнира ATP в парном разряде; бывшая четвёртая ракетка мира в юниорском рейтинге.

## Общая информация
Даниэль — один из четырёх сыновей Марисоль Травер и Хавьера Химено; его братьев зовут Карлос, Мигель и Виктор.
Испанец начал играть уже в теннис в двухлетнем возрасте. Лучшие удары — форхенд и подача, любимое покрытие — грунт.

## Спортивная карьера
В августе 2002 года Химено-Травер выиграл первый титул в карьере на парных соревнованиях турнира серии «фьючерс». В 2004 года у нему пришли победы и на одиночных «фьючерсах». В апреле того года он впервые выступил в основной сетке турнира ATП в парном разряде в Валенсии. В июле он принимает участие в основной сетке турнира и в одиночках, сыграв в Кицбюэле. В августе в Корденонсе Даниэль выиграл первый турнир из серии серии «челленджер».
В мае 2005 года Химено побеждает на «фьючерсе», а также дебютирует на турнире серии Большого шлема Открытом чемпионате Франции. В первом раунде он проиграл соотечественнику Оскару Эрнандесу. В сентябре того же года он вышел в финал «челленджера» в Брашове. В 2007 году он выигрывает два турнира серии «фьючерс» и вышел в финал «челленджера» в Гуаякиле. В марте 2008 года сыграл в финале «челленджера» в Танжере. В мае испанец выиграл «челленджер» в Орхусе и на турнире в Пёрчах-ам-Вёртер-Зе впервые вышел в четвертьфинал турнира АТП. Эти результаты позволили Химено-Траверу дебютировать в Топ-100 мирового рейтинга. В сентябре 2008 года он побеждает на «челленджере» в Брашове и выходит в финал в Баня-Луке.
В январе 2009 года Химено-Травер сыграл на Открытом чемпионате Австралии, где он проиграл в первом раунде Иво Карловичу. В феврале на турнире в Акапулько ему удалось выйти в четвертьфинал. На Открытом чемпионате Франции Даниэль во втором раунде проиграл Томми Робредо. На дебютном Уимблдонском турнире он также прошёл во второй раунд, переиграв в пятисетовой встрече Тейлора Дента. Путь в третий раунд ему закрыл Виктор Троицки. На Открытом чемпионате США он выбыл в первом раунде, уступив Жилю Симону. Осенью 2009 года побеждает на двух «челленджерах» в Баня-Луке и Таррагоне.
На Открытом чемпионате Австралии 2010 года Химено в первом раунде встретился с Новаком Джоковичем и проиграл ему. В мае на Открытом чемпионате Франции он вышел во второй раунд, где не смог выиграть у Марина Чилича. На Уимблдонском турнире Даниэль проиграл уже на старте. В июле он смог выйти в полуфинал турнира Штутгарте, обыграв во втором раунде № 6 в мире на тот момент Николая Давыденко — 7-6(7), 2-6, 6-1. Такого же результата (выхода в полуфинал) Химено добился через две недели на турнире в Гштаде. Затем он выиграл «челленджер» в Сеговии. В конце августа Химено-Травер доходит до третьего раунда на Открытом чемпионате США.
Австралийский чемпионат 2011 года завершился для Химено уже в первом раунде. В феврале 2011 года в Сан-Паулу в парном разряде вместе с Пабло Андухаром он сумел пробиться в финал турнира. Пройдя через квалификацию, в основную сетку турнира серии Мастерс в Мадриде Химено-Травер смог обыграть № 16 в мире Ришара Гаске (3-6, 6-4, 6-3) и № 8 Юргена Мельцера (7-6(8), 6-3). В третьем раунде Даниэль проиграл Микаэлю Льодра. Ролан Гаррос, Уимблдон и Открытый чемпионат США в этом сезоне завершаются для испанца в первом же раунде. В сентябре он стал победителем «челленджера» в Севилье.
На Австралийском чемпионате 2012 года Химено проиграл в первом раунде. В феврале на турнире в Винья-дель-Мар он выиграл свой первый титул АТП, победив в парном розыгрыше совместно с португальцем Фредерико Жилом. В июне Даниэль выиграл грунтовый «челленджер» в Монце. В июле он попадает в 1/4 финала на турнире в Бостаде. В сентябре испанец берёт трофеи на «челленджерах» в Севилье и Мадриде. На Открытом чемпионате Австралии 2013 года Химено-Травер впервые за два года смог преодолеть первый раунд на Большом шлеме, обыграв Лукаша Кубота. Правда уже в следующем он проиграл Николасу Альмагро. На турнире в Винья-дель-Мар он вышел в четвертьфинал, где проиграл Рафаэлю Надалю. 18 марта Хомено-Травер достиг наивысшего для себя места в мировом рейтинге, заняв 48-е место. В мае на Мастерсе в Мадриде во втором раунде Химено переиграл игрока из Топ-10 Ришара Гаске 7-5, 3-6, 6-4. На кортах Ролан Гаррос в первом раунде он выиграл у сеянного под номером 17 Хуана Монако — 4-6, 4-6, 7-6(4), 6-4, 6-4. ВО втором раунде в упорной борьбе Химено проигрывает Виктору Троицки (6-4, 6-7(4), 0-6, 7-6(7), 4-6). На Уимблдоне также в пяти сетах, но уже в первом раунде он проиграл Даниэлю Брандсу из Германии. В начале августа Химено вышел в четвертьфинал турнира в Кицбюэле, где у него взял реванш за поражение во Франции Хуан Монако. Открытый чемпионат США вновь завершился для испанца в первом раунде. В сентябре ему удалось выиграть два «челленджера» в Алфен-ан-ден-Рейне и Севилье.
В первом раунде чемпионата Австралии 2014 года Химено-Травер уступает Милошу Раоничу. В феврале он вышел в четвертьфинал в Винья-дель-Маре. В начале мая он достиг неплохого результата на турнире в Оэйраше. Начав свои в квалификации, испанец в общей сложности выиграл шесть матчей подряд и вышел в полуфинал. Ролан Гаррос, Уимблдон и чемпионат США завершаются для него одинаково — поражением в первом раунде. В сентябре он берёт титул на «челленджере» в Кенитре.
Ещё один «челленджер» Химено-Травер выиграл в феврале 2015 года в Букараманге. В апреле того же года он удачно выступил на турнире в Касабланке, где он смог выйти в свой дебютный одиночный финал АТП. В решающей встрече даниэлю не удалось оказать должного сопротивления Мартину Клижану и проиграл 2-6, 2-6. Через две недели он смог выйти в полуфинал турнира в Бухаресте, обыграв для этого № 13 в мире Жиля Симона (6-7(5), 6-4, 6-2). На турнире в Стамбуле Химено выходит в четвертьфинал, где проигрывает второй ракетке мира Роджеру Федереру. На Открытом чемпионате Франции во втором раунде его вывел из борьбы № 8 в мире Давид Феррер, а на Уимблдонском турнире в первом раунде Милош Раонич. На Открытом чемпионате США на старте Даниэля обыгрывает Доминик Тим.
Открытый чемпионат Австралии 2016 года завершился для Химено в первом раунде. В феврале, начав с квалификации, он дошёл до четвертьфинала в Рио-де-Жанейро. Следующий раз до 1/4 финала на турнирах АТП он доходит в июле в Гамбурге.

## Рейтинг на конец года
| Год  | Одиночный рейтинг | Парный рейтинг |
| 2016 | 115               | 878            |
| 2015 | 98                | 336            |
| 2014 | 112               | 451            |
| 2013 | 77                | 155            |
| 2012 | 70                | 141            |
| 2011 | 107               | 72             |
| 2010 | 56                | 274            |
| 2009 | 72                | 179            |
| 2008 | 90                | 245            |
| 2007 | 170               | 814            |
| 2006 | 267               | 217            |
| 2005 | 192               | 466            |
| 2004 | 180               | 584            |
| 2003 | 799               | 1 698          |
| 2002 | 1 068             | 994            |

По данным официального сайта ATP на последнюю неделю года.

## Выступления на турнирах

### Финалы турнировATPв одиночном разряде (1)

#### Поражения (1)
| Условные обозначения       |
| -------------------------- |
| Турниры Большого Шлема (0) |
| Финал АТР-тура (0)         |
| ATP Мастерс 1000 (0)       |
| АТР 500 (0)                |
| АТР 250 (0+1)              |

| Титулы по покрытиям | Титулы по месту проведения матчей турнира |
| ------------------- | ----------------------------------------- |
| Хард (0)            | Зал (0)                                   |
| Грунт (0+1)         | Зал (0)                                   |
| Трава (0)           | Открытый воздух (0+1)                     |
| Ковёр (0)           | Открытый воздух (0+1)                     |

| №  | Дата           | Турнир              | Покрытие | Соперник в финале | Счёт    |
| 1. | 12 апреля 2015 | Касабланка, Марокко | Грунт    | Мартин Клижан     | 2-6 2-6 |

### Финалы челленджеров и фьючерсов в одиночном разряде (33)

#### Победы (21)
| Условные обозначения |
| Челленджеры (14+3)   |
| Фьючерсы (7+1)       |

| Титулы по покрытиям | Титулы по месту проведения матчей турнира |
| ------------------- | ----------------------------------------- |
| Хард (1)            | Зал (0)                                   |
| Грунт (20+4)        | Зал (0)                                   |
| Трава (0)           | Открытый воздух (21+4)                    |
| Ковёр (0)           | Открытый воздух (21+4)                    |

| №   | Дата             | Турнир                          | Покрытие | Соперник в финале      | Счёт           |
| 1.  | 18 января 2004   | Кала-Ратхада, Испания           | Грунт    | Хавьер Хенаро-Мартинес | 6-2 6-2        |
| 2.  | 25 января 2004   | Кала-Ратхада, Испания           | Грунт    | Хавьер Хенаро-Мартинес | 4-6 7-6(4) 6-4 |
| 3.  | 14 марта 2004    | Террасса, Испания               | Грунт    | Гийем Бурньол-Тейшидо  | 6-4 6-4        |
| 4.  | 21 марта 2004    | Террасса, Испания               | Грунт    | Хавьер Хенаро-Мартинес | 7-5 6-4        |
| 5.  | 15 августа 2004  | Корденонс, Италия               | Грунт    | Даниэль Кёллерер       | 4-6 6-4 6-3    |
| 6.  | 15 мая 2005      | Льейда, Испания                 | Грунт    | Марсель Гранольерс     | 6-4 6-1        |
| 7.  | 25 мая 2007      | Парма, Италия                   | Грунт    | Джанкарло Петраццуоло  | 7-5 7-6(6)     |
| 8.  | 17 июня 2007     | Ингольштадт, Германия           | Грунт    | Ярослав Поспишил       | 6-3 6-3        |
| 9.  | 18 мая 2008      | Орхус, Дания                    | Грунт    | Эрик Продон            | 7-5 7-5        |
| 10. | 7 сентября 2008  | Брашов, Румыния                 | Грунт    | Александр Флок         | 4-6 6-4 6-4    |
| 11. | 20 сентября 2009 | Баня-Лука, Босния и Герцеговина | Грунт    | Юлиан Райстер          | 6-4 6-1        |
| 12. | 11 октября 2009  | Таррагона, Испания              | Грунт    | Паоло Лоренци          | 6-4 6-0        |
| 13. | 8 августа 2010   | Сеговия, Испания                | Хард     | Адриан Маннарино       | 6-4 7-6(2)     |
| 14. | 10 сентября 2011 | Севилья, Испания                | Грунт    | Рубен Рамирес Идальго  | 6-3 6-3        |
| 15. | 17 июня 2012     | Монца, Италия                   | Грунт    | Альберт Монтаньес      | 6-2 4-6 6-4    |
| 16. | 15 сентября 2012 | Севилья, Испания                | Грунт    | Томми Робредо          | 6-3 6-2        |
| 17. | 30 сентября 2012 | Мадрид, Испания                 | Грунт    | Ян-Леннард Штруфф      | 6-4 6-2        |
| 18. | 8 сентября 2013  | Алфен-ан-ден-Рейн, Нидерланды   | Грунт    | Томас Схорел           | 6-2 6-4        |
| 19. | 14 сентября 2013 | Севилья, Испания                | Грунт    | Стефан Робер           | 6-4 7-6(2)     |
| 20. | 27 сентября 2014 | Кенитра, Марокко                | Грунт    | Альберт Рамос          | 6-3 6-4        |
| 21. | 1 февраля 2015   | Букараманга, Колумбия           | Грунт    | Гаштан Элиаш           | 6-3 1-6 7-5    |

#### Поражения (12)
| №   | Дата             | Турнир                            | Покрытие | Соперник в финале       | Счёт              |
| 1.  | 8 февраля 2004   | Мурсия, Испания                   | Грунт    | Херман Пуэнтес-Альканис | 3-6 6-1 3-6       |
| 2.  | 28 марта 2004    | Террасса, Испания                 | Грунт    | Хавьер Хенаро-Мартинес  | 4-6 2-6           |
| 3.  | 8 мая 2005       | Вик, Испания                      | Грунт    | Дидак Перес-Минарро     | 5-7 7-6(3) 6-7(5) |
| 4.  | 11 сентября 2005 | Брашов, Румыния                   | Грунт    | Даниэль Элснер          | 5-7 2-6           |
| 5.  | 10 ноября 2007   | Гуаякиль, Эквадор                 | Грунт    | Николас Лапентти        | 3-6 7-6(6) 5-7    |
| 6.  | 15 марта 2008    | Танжер, Марокко                   | Грунт    | Марсель Гранольерс      | 4-6 4-6           |
| 7.  | 21 сентября 2008 | Баня-Лука, Босния и Герцеговина   | Грунт    | Илья Бозоляц            | 4-6 4-6           |
| 8.  | 18 октября 2009  | Асунсьон, Парагвай                | Грунт    | Рамон Дельгадо          | 6-7(2) 6-1 3-6    |
| 9.  | 11 июля 2010     | Сан-Бенедетто-дель-Тронто, Италия | Грунт    | Карлос Берлок           | 3-6 6-4 4-6       |
| 10. | 2 октября 2011   | Мадрид, Испания                   | Грунт    | Жереми Шарди            | 1-6 7-5 6-7(3)    |
| 11. | 19 августа 2012  | Корденонс, Италия                 | Грунт    | Паоло Лоренци           | 6-7(5) 3-6        |
| 12. | 21 августа 2016  | Корденонс, Италия                 | Грунт    | Таро Даниэль            | 3-6 4-6           |

### Финалы турнировATPв парном разряде (2)

#### Победы (1)
| №  | Дата           | Турнир               | Покрытие | Партнёр       | Соперники в финале          | Счёт            |
| 1. | 5 февраля 2012 | Винья-дель-Мар, Чили | Грунт    | Фредерику Жил | Пабло Андухар Карлос Берлок | 1-6 7-5 [12-10] |

#### Поражения (1)
| №  | Дата            | Турнир                    | Покрытие | Партнёр       | Соперники в финале        | Счёт       |
| 1. | 12 февраля 2011 | Коста-ду-Сауипе, Бразилия | Грунт    | Пабло Андухар | Марсело Мело Бруно Соарес | 6-7(4) 3-6 |

### Финалы челленджеров и фьючерсов в парном разряде (10)

#### Победы (4)
| №  | Дата             | Турнир          | Покрытие | Партнёр                   | Соперники в финале                                   | Счёт           |
| 1. | 11 августа 2002  | Хатива, Испания | Грунт    | Борха Урибе-Кинтана       | Аарон Рамос Маркос Хименес-Летрадо                   | 3-6 7-5 6-3    |
| 2. | 7 мая 2006       | Тунис, Тунис    | Грунт    | Иван Наварро              | Барт Бекс Мартейн ван Хастерен                       | 6-2 7-5        |
| 3. | 11 мая 2008      | Тельде, Испания | Грунт    | Даниэль Муньос-де ла Нава | Мигель-Анхель Лопес-Хаен Хосе Антонио Санчес-де Луна | 6-3 6-1        |
| 4. | 30 сентября 2012 | Мадрид, Испания | Грунт    | Иван Наварро              | Ярослав Поспишил Колин Эбелтайт                      | 6-2 4-6 [10-7] |

#### Поражения (5)
| №  | Дата            | Турнир                          | Покрытие | Партнёр                   | Соперники в финале                  | Счёт              |
| 1. | 19 октября 2008 | Монтевидео, Уругвай             | Грунт    | Рубен Рамирес Идальго     | Флавио Саретта Франко Феррейро      | 3-6 2-6           |
| 2. | 25 октября 2009 | Флорианополис, Бразилия         | Грунт    | Пере Риба                 | Томаш Беднарек Матеуш Ковальчик     | 1-6 4-6           |
| 3. | 21 августа 2011 | Доностия-Сан-Себастьян, Испания | Грунт    | Исраэль Севилья-Марухенда | Симоне Ваньоцци Стефано Янни        | 3-6 4-6           |
| 4. | 2 октября 2011  | Мадрид, Испания                 | Грунт    | Морган Филлипс            | Давид Марреро Рубен Рамирес Идальго | 6-4 6-7(8) [9-11] |
| 5. | 10 июня 2012    | Кальтаниссетта, Италия          | Грунт    | Иван Наварро              | Антонио Веич Марсель Фельдер        | 7-5 6-7(5) [6-10] |

#### Несыгранные финалы (1)
| №  | Дата            | Турнир            | Покрытие | Партнёр            | Соперники в финале            |
| 1. | 21 августа 2005 | Корденонс, Италия | Грунт    | Мелле ван Гемерден | Даниэль Кёллерер Оливер Марах |